# 2009年11月逝世人物列表
2009年逝世人物列表：1月 - 2月 - 3月 - 4月 - 5月 - 6月 - 7月 - 8月 - 9月 - 10月 - 11月 - 12月
2009年11月逝世人物列表，是用于汇总2009年11月期间逝世人物的列表。

## 依日期排序

### 1日
- Zev Aelony，71歲，美國民權活動家。[1]
- 薩克爾·哈巴什（Sakher Habash），69歲，巴勒斯坦黨官員（法塔赫），中風。[2]
- Esther Hautzig，79歲，美國大屠殺倖存者和作家。[3]
- 恩德爾·拉斯（Endel Laas），94歲，愛沙尼亞森林科學家。[4]
- 曼弗雷德·洛施（Manfred Losch），70歲，德國奧運運動員。[5]
- Seán Mac Fhionnghaile，57歲，愛爾蘭演員，癌症。[6]
- 阿圖羅·薩拉查·梅希亞（Arturo Salazar Mejía），88歲，哥倫比亞羅馬天主教帕斯托主教。[7]
- 阿爾達·梅裡尼（Alda Merini），78歲，義大利詩人。[8]
- 戈帕爾·米什拉（Gopal Mishra），77歲，印度記者。[9]
- 格斯·米奇斯（Gus Mitges），90歲，加拿大政治家，格雷-西姆科（1972-1988）和布魯斯-格雷（1988-1993）的議員。[10]
- 艾倫·奧格（Alan Ogg），42歲，美國籃球運動員（邁阿密熱火隊），葡萄球菌感染併發症。[11]
- Robert H. Rines，87歲，美國科學家、發明家、作曲家和尼斯湖水怪專家，心力衰竭。[12]
- 阿希姆·斯托克（Achim Stocker），74歲，德國足球官員，弗萊堡足球俱樂部主席，心臟病發作。[13]
- 喬治·佐裡奇（George Zoritch），92歲，俄羅斯出生的美國舞蹈家。[14]

### 2日
- 哈亞·賓特·阿卜杜勒阿齊茲·沙特，80歲，沙特王室成員，阿卜杜拉國王的妹妹。[15]
- 年成，94歲，中國作家和政治犯。[16]
- Lou Filippo，83歲，美國拳擊裁判和裁判，世界拳擊名人堂成員，中風。[17]
- 伊芙琳·霍弗（Evelyn Hofer），87歲，德國出生的攝影師。[18]
- 布萊恩·詹姆斯（Brian James），91歲，澳大利亞演員，跌倒併發症。[19]
- 沙布泰·卡爾馬諾維奇，61歲，俄羅斯前克格勃間諜，WBC斯巴達克莫斯科地區主席，被槍殺。[20]
- 基思·凱特爾伯勒，74歲，英國足球運動員（謝菲爾德聯隊）。[21]
- 何塞·路易士·洛佩斯·巴斯克斯（JoséLuisLópezVázquez），87歲，西班牙演員。[22]
- 耶爾·洛坦（Yael Lotan），74歲，以色列作家，編輯和翻譯，肝癌。[23]
- 菲爾·倫普金（Phil Lumpkin），57歲，美國NBA球員和高中籃球教練，肺炎。[24]
- 羅恩·穆勒（Ron Moeller），71歲，美國棒球運動員。[25]
- 羅曼·莫拉維克，58歲，斯洛伐克奧運運動員。[26]
- 貝弗利·奧沙利文（Beverley O'Sullivan），28歲，愛爾蘭歌手，車禍。[27]
- Amir Pnueli，68歲，以色列計算機科學家，圖靈獎獲得者。[28]
- 葛籣·雷米克（Glenn Remick），58歲，美國飛鏢協會創始人，國家飛鏢名人堂成員，澱粉樣變性。[29]
- 馬克·史密斯（Mark Smith），49歲，英國貝斯手（The Waterboys）和唱片製作人。[30]
- 倫納德·斯坦伯格（Leonard Steinberg），斯坦伯格男爵（Baron Steinberg），73歲，英國商人和終身伴侶。[31]
- 朗尼·薩莫拉（Lonnie Zamora），76歲，美國據稱不明飛行物目擊者，心力衰竭。[32][33]

### 3日
- 查理斯·奧古斯特，90歲，美國商人，門羅消聲制動器的創始人。[34]
- 弗朗西斯科·阿亞拉（Francisco Ayala），103歲，西班牙小說家，自然原因。[35]
- 阿奇·貝爾德（Archie Baird），90歲，蘇格蘭足球運動員（亞伯丁）。[36]
- 卡爾·巴蘭坦（Carl Ballantine），92歲，美國演員（麥克海爾的海軍），自然原因。[37]
- 藍哥，88歲，美國說書人，表演藝術家。[38]
- Dodo Chichinadze，84歲，喬治亞女演員。[39]
- 約翰·克羅夫頓爵士，97歲，英國醫學先驅。[40]
- Jean B. Cryor，70歲，美國政治家，癌症。[41]
- 謝爾·多爾夫（Shel Dorf），76歲，聖地牙哥動漫展（San Diego Comic-Con）的美國創始人，糖尿病相關併發症。[42][43]
- 帕裡·戈登（Parry Gordon），64歲，英國橄欖球聯盟球員。[44]
- Tamás Lossonczy，105歲，匈牙利抽象畫家。[45]
- 洛麗莎·麥科馬斯（Lorissa McComas），38歲，美國軟核模特和女演員。[46]
- Toshiyuki Mimura，61歲，日本棒球運動員兼經理（Hiroshima Toyo Carp）。[47]
- 愛麗絲·羅西（Alice S. Rossi），87歲，美國社會學家和女權主義者。[48]

### 4日
- 溫昂，65歲，緬甸政治家和軍官，外交部長（1998-2004）。[49]
- William H. Avery，98歲，美國政治家，堪薩斯州眾議員（1955-1965），堪薩斯州州長（1965-1967）。[50]
- Don Beaven爵士，85歲，紐西蘭科學家和糖尿病研究員，房屋火災。[51][52]
- 伊萬·比亞科夫，65歲，俄羅斯冬季兩項奧運金牌得主（1972年、1976年）[53][54]
- 胡貝圖斯·勃蘭登堡，85歲，德國出生的斯德哥爾摩羅馬天主教主教（1977-1998）。[55]
- 斯特凡諾·基奧迪（Stefano Chiodi），52歲，義大利足球運動員。[56]
- Art D'Lugoff，85歲，美國爵士夜總會老闆（The Village Gate），心臟病發作。[57]
- Kabun Mutō，82歲，日本政治家，外務大臣（1993年），胰腺癌。[58]
- 湯瑪斯·奧馬利（Thomas P. O'Malley），79歲，美國學者，洛約拉馬利蒙特大學校長（1991-1999），心臟病發作。[59]
- 安東尼奧·佩萊（Antonio Pelle），77歲，義大利恩德朗赫塔老闆，心臟病發作。[60]
- 大衛·特裡（David Tree），94歲，英國演員。[61]

### 5日
- 陳伯祿，96歲，中國天主教大明主教。[62]
- I. F. Clarke，91歲，英國文學學者。[63]
- 羅伊·柯林斯（Roy Collins），75歲，英國板球運動員。[64]
- Adam Firestorm，32歲，紐西蘭出生的加拿大職業摔跤手，自殺。[65]
- 路易吉·福因（Luigi Fuin），81歲，義大利足球運動員。[66]
- 費利克斯·盧納（Félix Luna），84歲，阿根廷歷史學家。[67]
- Lucien Maelfait，90歲，法國自行車手。[68]
- 巴里·里卡茲（Barrie Rickards），71歲，英國古生物學家和垂釣者，癌症。[69]
- Winifred Tumim，Lady Tumim，73歲，英國慈善機構高管和活動家。[70]

### 6日
- 曼努埃爾·阿爾維祖（Manuel Arvizu），90歲，墨西哥羅馬天主教主教，耶穌·瑪麗亞·德爾·納亞爾（JesúsMaríadel Nayar）。[71]
- Nick Counter，69歲，美國電影高管和律師。[72]
- 迪米特裡·德·福（Dimitri De Fauw），28歲，比利時場地自行車運動員，自殺。[73]
- 亞伯拉罕·埃斯庫德羅·蒙托亞（Abraham Escudero Montoya），69歲，哥倫比亞羅馬天主教帕爾米拉主教。[74]
- 羅伯特·希爾伯恩·福爾斯，85歲，加拿大海軍上將，國防參謀長（1977-1980）。[75]
- 沃爾多·亨特（Waldo Hunt），88歲，美國出版商。[76]
- Jacno，52歲，法國音樂家，癌症。[77]
- Otomar Krejča，87歲，捷克戲劇導演。[78]
- 漢斯·隆德（Hans Lund），59歲，美國撲克玩家，癌症。[79]
- 安東尼奧·羅薩里奧·門諾納（Antonio Rosario Mennonna），103歲，羅馬天主教會的義大利主教。[80]
- 湯米·雷斯（Tommy Reis），95歲，美國棒球運動員。[81]
- 唐納德·里克斯（Donald Rix），78歲，加拿大病理學家和慈善家。[82]
- 曼努埃爾·索利斯·帕爾馬，91歲，巴拿馬總統（1988-1989），肺水腫。[83]
- 羅恩·斯普羅特（Ron Sproat），77歲，美國電視編劇（《黑影》），心臟病發作。[84]

### 7日
- 葉蓮娜·邦達爾丘克（Yelena Bondarchuk），47歲，俄羅斯女演員，乳腺癌。[85]
- 吉恩·科恩（Gene D. Cohen），65歲，美國精神病學家，前列腺癌。[86]
- 鮑勃·迪林格（Bob Dillinger），91歲，美國棒球運動員。[87]
- 安塞爾莫·杜阿爾特（Anselmo Duarte），89歲，巴西演員，編劇和電影導演，中風併發症。[88]
- Bernardo Garza Sada，79歲，墨西哥商人，ALFA創始人。[89]
- 唐納德·哈靈頓（Donald Harington），73歲，美國作家，癌症。[90]
- 克裡斯·哈曼（Chris Harman），66歲，英國社會主義記者和活動家。[91]
- 比利·英厄姆（Billy Ingham），57歲，英國足球運動員（伯恩利）。[92]
- 喬·馬羅斯（Joe Maross），86歲，美國演員，心臟驟停。[93]
- 阿萊娜·摩根（Alayna Morgan），61歲，美國肥胖女性。[94]
- 艾倫·穆德（Allan Mulder），81歲，澳大利亞政治家，國會議員（1972-1975）。[95]
- 大衛·史密斯（David C. Smith），80歲，美國歷史學家。[96]

### 8日
- 艾倫·阿恩特（Ellen Ahrndt），87歲，美國棒球運動員（全美女子職業棒球聯盟）。[97]
- 希莉·愛德華茲（Hiley Edwards），58歲，英國板球運動員（德文郡），癌症。[98]
- 傑里·福克斯（Jerry Fuchs），34歲，美國鼓手（瑪莎拉蒂，！！），摔倒。[99]
- Armin Gessert，46歲，德國視頻遊戲開發者，心臟病發作。[100]
- 維塔利·金茨堡，93歲，俄羅斯物理學家，諾貝爾獎獲得者。[101]
- 伯利·海因斯（Burleigh Hines），74歲，美國記者。[102]
- 派翠克·霍華德·多布森爵士，88歲，英國陸軍上將。[103]
- 卡爾·克羅伯（Karl Kroeber），83歲，美國原住民文學文學學者，癌症。[104]
- 瑪律科姆·萊科克（Malcolm Laycock），71歲，英國電臺DJ。[105]
- 伊戈爾·斯塔雷金（Igor Starygin），63歲，俄羅斯演員，中風併發症。[106]

### 9日
- 塞德利·安德魯斯（Sedley Andrus），94歲，英國先驅。[107]
- Al Cervi，92歲，美國籃球運動員和教練（羅切斯特皇家隊，錫拉丘茲國民隊）。[108]
- 厄爾·庫利（Earl Cooley），98歲，美國跳煙者。[109]
- 克倫·丹寧（Clen Denning），98歲，澳大利亞足球運動員，澳大利亞橄欖球聯盟現存最年長的球員。[110]
- 亨利·基梅爾曼（Henry L. Kimelman），88歲，美國駐海地大使（1980-1981），心力衰竭。[111]
- Earsell Mackbee，68歲，美式橄欖球運動員（明尼蘇達維京人隊），中風后併發症。[112]
- 伊布·奧爾森（Ib Olsen），80歲，丹麥奧運會銅牌得主（1948年）賽艇運動員。[113][114]
- 邁赫迪·薩哈比（Mehdi Sahabi），66歲，伊朗作家和翻譯，心臟病發作。[115]
- 查理斯·普羅克特·西夫頓（Charles Proctor Sifton），74歲，美國聯邦法官，結節病。[116]
- 斯蒂芬·弗尼（Stephen Verney），90歲，英國聖公會主教，雷普頓主教（1977-1985）。[117]
- 尼克·沃特洛（Nick Waterlow），69歲，英國出生的澳大利亞藝術總監和策展人，被刺傷。[118]

### 10日
- 羅伯特·卡梅隆（Robert Cameron），98歲，美國航空攝影師。[119]
- 格奧爾基·迪尼切（Gheorghe Dinică），75歲，羅馬尼亞演員，心臟驟停。[120]
- 羅伯特·恩克（Robert Enke），32歲，德國足球運動員，因火車撞擊自殺。[121]
- Tomaž Humar，40歲，斯洛維尼亞登山家，登山事故。[122]
- Simple Kapadia，51歲，印度女演員和服裝設計師，癌症。[123]
- 迪克·卡茨（Dick Katz），85歲，美國爵士鋼琴家和編曲家，肺癌。[124]
- 大衛·勞埃德（David Lloyd），75歲，美國喜劇作家（“Chuckles Bites the Dust”），前列腺癌。[125]
- Uolevi Manninen，72歲，芬蘭奧運籃球運動員。[126]
- Hisaya Morishige，96歲，日本演員，自然原因。[127]
- 約翰·艾倫·穆罕默德（John Allen Muhammad），48歲，美國被定罪的瘋狂殺手（環城公路狙擊手），被注射死刑。[128]
- 安妮·穆斯托（Anne Mustoe），76歲，英國校長、自行車手和作家。[129]
- Ramin Pourandarjani，26歲，伊朗醫生，使用酷刑的舉報人，被毒死。[130]
- 何塞·阿方索·里貝羅（José Afonso Ribeiro），80歲，巴西羅馬天主教博爾巴主教。[131]

### 11日
- 達馬索·魯伊斯-哈拉博·科洛默，60歲，西班牙法學家，歐洲法院總檢察長。[132]
- Keith Fagnou，38歲，加拿大有機化學家，H1N1流感併發症。[133]
- Ehsan Fatahian，28歲，伊朗庫爾德活動家，被處以絞刑。[134]
- 威廉·甘茨（William Ganz），90歲，斯洛伐克出生的美國心臟病專家，肺動脈導管的共同發明者，自然原因。[135]
- 亨利·賈亞塞納（Henry Jayasena），78歲，斯裡蘭卡演員，結腸癌。[136]
- Irving Kriesberg，90歲，美國表現主義藝術家，帕金森病併發症。[137]
- 湯姆·梅裡曼（Tom Merriman），85歲，美國叮噹聲作曲家，跌倒併發症。[138]
- 馬文·米諾夫（Marvin Minoff），78歲，美國電影和電視製片人（《尼克森訪談錄》《帕奇·亞當斯》）。[139]
- 約翰·傑伊·奧康納（John Jay O'Connor），79歲，美國律師，桑德拉·戴·奧康納（Sandra Day O'Connor）的丈夫，阿爾茨海默病。[140]
- Helge Reiss，81歲，挪威演員。[141]

### 12日
- 伊莉莎白·阿森（Elisabeth Aasen），87歲，挪威政治家。[142]
- Mohamed Abdi Aware，索馬里法官，邦特蘭首席大法官，被槍殺。[143]
- Vagrich Bakhchanyan，71歲，烏克蘭出生的美國畫家，顯然是自殺。[144]
- 弗朗西斯·拉斯克·布羅迪（Frances Lasker Brody），93歲，美國藝術收藏家和慈善家。[145]
- 埃莉諾·霍夫達（Eleanor Hovda），69歲，美國作曲家和舞蹈家。[146]
- 羅伯特·肯德爾（Robert Kendall），82歲，美國演員，心臟病發作。[147]
- Willy Kernen，80歲，瑞士足球運動員，參加了世界盃（1950年，1954年，1962年）。[148]
- James R. Lilley，81歲，美國外交官，駐韓國和中國大使，前列腺癌併發症。[149]
- 亨利·塞蘭杜爾，72歲，法國國際奧會委員，法國國家奧會前主席。[150]
- Florence Temko，88歲，美國折紙專家，心力衰竭。[151]
- 保羅·溫德科斯（Paul Wendkos），87歲，美國電視和電影導演（Gidget），中風併發症。[152]
- 伊曼紐爾·齊斯曼（Emanuel Zisman），74歲，以色列政治家，以色列議會議員（1988-1999）。[153][154]

### 13日
- 羅伊·巴特勒（Roy Butler），83歲，美國政治家，首次直接當選德克薩斯州奧斯汀市市長（1971-1975），因跌倒而併發症。[155]
- Emin Doybak，78-79歲，土耳其奧運短跑運動員。[156]
- Michał Gajownik，27歲，波蘭奧運短距離皮划艇運動員，交通事故。[157]
- Ueli Gegenschatz，38歲，瑞士定點跳傘運動員，跳傘事故。[158]
- 戴爾·海姆斯，82歲，美國人類學家、語言學家和民俗學家，阿爾茨海默病的併發症。[159]
- 布魯斯·金（Bruce King），85歲，美國政治家，三屆新墨西哥州州長，心臟手術併發症。[160]
- 羅恩·克里姆科夫斯基（Ron Klimkowski），65歲，美國棒球運動員，心力衰竭。[161]
- 伯納德·科萊拉斯，76歲，剛果政治家，布拉柴維爾市長，總理（1997年）。[162]
- 瑪拉·曼讚（Mara Manzan），57歲，巴西女演員，肺癌。[163]
- 約翰·奧康納（John J. O'Connor），76歲，美國電視評論家（《紐約時報》），肺癌。[164]
- Armen Takhtajan，99歲，蘇聯植物學家。[165]

### 14日
- 尼古拉·阿尼金（Nikolay Anikin），77歲，俄羅斯出生的美國奧運金牌滑雪冠軍（1956年奧運會），癌症。[166]
- 埃德加·費伊（Edgar Fay），101歲，英國法官。[167]
- 摩西·吉德隆，84歲，以色列少將。[168]
- 約翰·格雷戈里（John F. Gregory），82歲，美國光學工程師。[169]
- 湯瑪斯·霍利曼（Thomas Hollyman），89歲，美國攝影師。[170]
- 特拉維斯·拉魯（Travis LaRue），96歲，美國政治家，德克薩斯州奧斯汀市市長（1969-1971）。[171]
- 約翰·麥克威廉（John McWilliam），68歲，英國政治家，布萊登議員（1979-2005）。[172]
- 路易斯·米利特（Lewis Millett），88歲，美國榮譽勳章獲得者。[173]
- David A. Olsen，71歲，美國商人。[174]
- 拉迪斯拉夫·西滕斯基（Ladislav Sitenský），90歲，捷克攝影師。[175]

### 15日
- Derek B，44歲，英國說唱歌手，心臟病發作。[176]
- 蒂亞·巴雷特（Tia Barrett），62歲，紐西蘭大使兼外交官，駐庫克群島高級專員（2009年）。[177]
- 理查·卡萊爾，95歲，加拿大演員。[178]
- 雷·查恩利，74歲，英格蘭足球運動員（布萊克浦，莫克姆）。[179]
- 鄧尼斯·科爾（Dennis Cole），69歲，美國演員，腎功能衰竭。[180]
- 安德列·費丘克（Andriy Fedchuk），29歲，烏克蘭奧運銅牌得主拳擊手（2000年），交通事故。[181]
- 卡羅爾·加爾巴（Karol Galba），88歲，斯洛伐克足球官員。[182]
- 皮埃爾·哈梅爾（Pierre Harmel），98歲，比利時政治家，首相（1965-1966）。[183]
- 納塔利西奧·利馬（Natalicio Lima），91歲，巴西吉他手（Los Indios Tabajaras），胃癌。[184]
- 安布羅斯·馬塔萊穆圖（Ambrose Mathalaimuthu），84歲，哥印拜陀印度主教。[185]
- Hans Matthöfer，84歲，德國政治家，財政部長（1978-1982）。[186]
- 安娜·門德爾松（Anna Mendelssohn），61歲，英國詩人和政治活動家（憤怒旅），腦瘤。[187][188]
- Allan Murdmaa，75歲，愛沙尼亞建築師。[189]
- 肯·奧伯（Ken Ober），52歲，美國喜劇演員和遊戲節目主持人（遙控器）。[190]
- 帕夫勒，塞爾維亞族長，95 歲，塞爾維亞東正教第 44 任族長，心臟驟停。[191]
- 吉姆·皮德（Jim Pead），85歲，澳大利亞政治家。[192]
- Jocelyn Quivrin，30歲，法國演員，車禍。[193]
- 厄爾·溫茨（Earl Wentz），71歲，美國作曲家和表演者。[194]

### 16日
- 巴勃羅·阿馬林戈（Pablo Amaringo），71歲，秘魯藝術家。[195]
- 埃迪·貝爾（Eddie Bell），78歲，美式橄欖球運動員（費城老鷹隊，紐約泰坦隊），心力衰竭。[196]
- 傑夫·克萊恩（Jeff Clyne），72歲，英國爵士貝斯手，心臟病發作。[197]
- 安東尼奧·德·尼格裡斯（Antonio de Nigris），31歲，墨西哥足球運動員，心力衰竭。[198]
- 羅伯特·弗蘭克爾（Robert J. Frankel），68歲，美國純種馴馬師，白血病。[199]
- Jan Leighton，87歲，美國演員，中風併發症。[200]
- 安妮-索菲·奧斯特維特（Anne-Sofie Østvedt），89歲，XU的挪威情報人員。[201]
- Jack Wong Sue，84歲，澳大利亞Z特種部隊成員和商人。[202]
- 哈裡·泰勒（Harry Taylor），83歲，加拿大冰球運動員。[203][204]
- 巴基·威廉姆斯（Bucky Williams），102歲，美國棒球運動員，黑人聯盟第二年長的棒球運動員。[205]
- 愛德華·伍德沃德（Edward Woodward），79歲，英國演員（《均衡器》《柳條人》《熱絨毛》）。[206]

### 17日
- 何塞·阿布爾克（José Aboulker），89歲，阿爾及利亞二戰抵抗戰士。[207]
- 彼得·阿姆斯壯（Peter Armstrong），80歲，美國羅馬天主教神父，明顯心臟病發作。[208]
- 約翰·克拉克斯頓，87歲，英國畫家。[209]
- 邁克爾·迪亞斯（Michael Dias），88歲，斯里蘭卡出生的英國法律學者。[210]
- Niku Kheradmand，77歲，伊朗女演員，心臟病發作併發症。[211]
- 尼古拉·奧利亞林（Nikolay Olyalin），68歲，俄羅斯演員。[212]
- Sy Syms，83歲，美國企業家，低價服裝商SYMS的創始人兼董事長，心力衰竭。[213]

### 18日
- 約翰尼·阿爾蒙德（Johnny Almond），63歲，英國爵士樂和搖滾音樂家（馬克-阿爾蒙德），癌症。[214]
- 阿布拉爾·阿爾維（Abrar Alvi），82歲，印度電影導演兼編劇（Sahib Bibi Aur Ghulam），胃部併發症。[215]
- 阿爾伯特·克魯（Albert Crewe），82歲，英國出生的美國物理學家，發明瞭掃描透射電子顯微鏡，帕金森病。[216]
- Jeanne-Claude，74歲，法國環境藝術家（The Gates），腦動脈瘤破裂的併發症。[217]
- 戈登·休伊特（Gordon Hewit），51歲，英國奧運游泳運動員。[218]
- 雷德·羅賓斯（Red Robbins），65歲，美國籃球運動員，癌症。[219]
- 塞勒姆·薩阿德（Salem Saad），31歲，阿聯酋足球運動員（Al-Nasr SC），心臟病發作。[220]
- 安娜·巴斯克斯-布朗夫曼（Ana Vásquez-Bronfman），77歲，智利社會學家和作家。[221]

### 19日
- 弗蘭克·比蒂（Frank Beattie），76歲，蘇格蘭足球運動員（基爾馬諾克足球俱樂部）。[222]
- 約翰尼·德爾加多（Johnny Delgado），61歲，菲律賓演員，淋巴瘤。[223]
- 約翰·格雷（John Gray），75歲，英國銀行家。[224]
- Daul Kim，20歲，韓國時裝模特，上吊自殺。[225]
- 派特·麥凱（Pat Mackie），95歲，紐西蘭出生的澳大利亞工會會員。[226]
- 鄧尼斯·麥克納馬拉（Denis McNamara），83歲，英國奧運摔跤手。[227]
- 大衛·諾克斯（David Nokes），61歲，英國學者。[228]
- 諾埃爾·鮑爾爵士，79歲，澳大利亞香港最高法院代理首席大法官（1996-1997），心臟病發作。[229]
- 吉姆·斯坦菲爾德（Jim Stanfield），62歲，加拿大冰球運動員。[230]
- Nao Takasugi，87歲，美國政治家，加利福尼亞州議會議員（1993-1999），中風。[231]

### 20日
- 羅伯特·福克斯克羅夫特，75歲，加拿大奧運擊劍運動員。[232]
- 馬蒂諾·戈米羅（Martino Gomiero），85歲，義大利羅馬天主教亞德里亞-羅維戈主教。[233]
- 古拉姆·穆斯塔法·賈托伊，78歲，巴基斯坦政治家，信德省首席部長（1973-1977）;總理（1990年）。[234]
- Lino Lacedelli，83歲，義大利登山家，第一個登上K2山頂的人。[235]
- H.C.羅賓斯·蘭登，83歲，美國音樂學家。[236]
- 塞爾索·皮塔，63歲，巴西政治家，聖保羅市長（1997-2000），結直腸癌。[237]
- 赫伯特·里徹斯（Herbert Richers），86歲，巴西電影製片人和配音藝術家，腎衰竭。[238]
- 馬克斯·羅伯遜（Max Robertson），94歲，英國廣播電臺廣播員。[239]
- 亞歷杭德羅·魯伊斯（Alejandro R. Ruiz），85歲，美國二戰榮譽勳章獲得者。[240]
- 萊斯特·舒賓（Lester Shubin），84歲，美國防彈凱夫拉背心的開發商，心臟病發作。[241]
- 伊莉莎白·索德斯特倫（Elisabeth Söderström），82歲，瑞典女高音，中風併發症。[242]
- 羅曼·特拉赫滕貝格（Roman Trakhtenberg），41歲，俄羅斯演員，電視和廣播主持人，心臟病發作。[243]
- 泰德·威爾（Ted Weill），84歲，美國政治家。[244]
- 查里斯·威爾遜（Charis Wilson），95歲，美國模特和作家。[245]

### 21日
- 格哈德·阿斯普海姆（Gerhard Aspheim），79歲，挪威爵士長號手。[246]
- 伯納德·博寧（Bernard Bonnin），70歲，菲律賓演員，糖尿病患者。[247]
- 愛德華·芬尼西爵士（Sir Edward Fennessy），97歲，英國電子工程師。[248]
- 康斯坦丁·費奧克蒂斯托夫（Konstantin Feoktistov），83歲，俄羅斯宇航員和航空航天工程師。[249]
- 弗蘭克·菲德勒（Frank Fidler），86歲，英格蘭足球運動員（伯恩茅斯，赫里福德聯隊）。[250]
- 湯姆·賈尼克（Tom Janik），69歲，美式足球運動員（丹佛野馬隊，布法羅比爾隊）。[251]
- 肯·克魯格（Ken Krueger），83歲，美國出版商，聖地牙哥國際動漫展（San Diego Comic-Con International）聯合創始人兼主席，心臟病發作。[252]
- Rena Kanokogi，74歲，美國柔道運動員，多發性骨髓瘤。[253]
- 約翰尼·帕爾森（Johnny Påhlsson），68歲，瑞典奧運射擊運動員。[254]
- 佩奇·帕爾默（Paige Palmer），93歲，美國健身教練。[255]
- Art Savage，58歲，美國首席執行官（聖約瑟鯊魚隊）（1990-1996年）和共同所有人（薩克拉門托河貓隊）（1999-2009年），肺癌。[256]
- 艾倫·謝爾頓（Allen Shelton），73歲，美國班卓琴演奏家，白血病。[257]

### 22日
- 比利·喬·多爾蒂（Billy Joe Daugherty），57歲，美國基督教牧師，淋巴瘤。[258]
- 約翰·格魯金爵士，81歲，英國政治家。[259]
- Ali Kordan，51歲，伊朗政治家，內政部長（2008年），多發性骨髓瘤。[260]
- 胡安·卡洛斯·穆尼奧斯，90歲，阿根廷足球運動員，心臟病發作。[261]
- 海丹·尼爾（Haydain Neale），39歲，加拿大創作歌手（jacksoul），肺癌。[262]
- 弗朗西斯科·羅德裡格斯（Francisco Rodriguez），25歲，美國金手套拳擊手，在比賽中腦部受傷。[263]
- 埃米爾·范法斯，69歲，法屬波利尼西亞政治家，財政部長（2004-2006）。[264]

### 23日
- 何塞·阿拉尼奧·阿塞維多（JoséArrañoAcevedo），88歲，智利作家和歷史學家，肺炎。[265]
- 保羅·卡爾頓（Paul K. Carlton），88歲，美國空軍上將。[266][267]
- 讓-愛德華·德斯梅特（Jean-Édouard Desmedt），83歲，比利時科學家。[268]
- 菲力浦·庫伯（Philip Kueber），75歲，加拿大奧運銀牌得主（1956年）賽艇運動員。[269]
- 皮姆·庫普曼（Pim Koopman），56歲，荷蘭前衛搖滾鼓手（皮划艇）。[270]
- 理查·米勒，77歲，澳大利亞作曲家。[271]
- 托尼·帕裡（Tony Parry），64歲，英國足球運動員（哈特爾浦聯隊），肺炎。[272]
- 派特·奎因（Pat Quinn），74歲，愛爾蘭商人，昆斯沃思連鎖超市創始人，腎功能衰竭。[273]
- 弗雷德里克·舒爾茨（Frederick H. Schultz），80歲，美國商人和政治家，佛羅里達州眾議院議長（1969-1970）。[274]
- 楊憲一，94歲，中譯。[275][276]

### 24日
- Ayub Afridi，70-79歲，巴基斯坦毒品走私者和政治家。[277]
- 艾米·布萊克（Amy Black），36歲，英國女中音歌劇歌手。[278]
- 陳鴻燊，66歲，香港演員，心力衰竭。[279]
- 弗朗西斯·弗倫奇（Francis French），第七代弗雷恩男爵（Baron de Freyne），82歲，愛爾蘭貴族。[280]
- Gonçalves Isabelinha，100歲，葡萄牙足球運動員和醫生。[281]
- 伊雷娜·諾羅卡（Irena Nawrocka），92歲，波蘭奧運擊劍運動員。[282]
- 喬治·帕森斯（George Parsons），83歲，英國橄欖球聯盟和橄欖球聯盟球員。[283]
- Abe Pollin，85歲，美國商人，華盛頓奇才隊和華盛頓首都隊的老闆，皮質基底節變性。[284]
- 黑爾·史密斯，84歲，美國作曲家和編曲家，中風併發症。[285]
- Samak Sundaravej，74歲，泰國政治家，總理（2008年），肝癌。[286]

### 25日
- Albert Dolhats，88歲，法國自行車手。[287]
- Jean Serge Essous，74歲，剛果音樂家。[288]
- 比阿特麗斯·格雷（Beatrice Gray），98歲，美國女演員。[289]
- 喬治·卡博內（Giorgio Carbone），73歲，義大利自稱塞博爾加公國國家元首。[290]
- 弗蘭斯·哈斯瑪（Frans Haarsma），88歲，荷蘭教牧神學教授。[291]
- 威廉·諾曼（William Norman），77歲，紐西蘭板球運動員。[292]

### 26日
- 艾弗里·克萊頓（Avery Clayton），62歲，美國執行董事，心臟病發作。[293]
- 彼得·福拉基斯（Peter Forakis），82歲，美國藝術家。[294]
- 羅伯特·福克斯（Robert J. Fox），81歲，美國天主教神父，癌症。[295][296]
- 尼古拉·科瓦切夫（Nikola Kovachev），75歲，保加利亞足球運動員和經理。[297]
- Lis Løwert，89歲，丹麥電影女演員。[298]
- 傑弗里·莫爾豪斯（Geoffrey Moorhouse），77歲，英國記者和作家，中風。[299]
- 埃卡特琳娜·斯塔爾-伊恩西奇，60歲，羅馬尼亞奧運擊劍運動員。[300]

### 27日
- 馬里亞諾·阿巴爾卡（Mariano Abarca），51歲，墨西哥活動家，被槍殺。[301]
- Al Alberts，87歲，美國歌手（The Four Aces），腎衰竭。[302]
- 雅克·巴拉蒂埃（Jacques Baratier），91歲，法國電影導演和編劇。[303]
- 埃裡希·伯姆（Erich Böhme），79歲，德國記者，《明鏡週刊》（Der Spiegel）編輯（1973-1989），癌症。[304]
- 雅克·布勞恩斯坦（Jacques Braunstein），78歲，羅馬尼亞出生的委內瑞拉經濟學家，公關人員和爵士唱片騎師，心力衰竭。[305]
- 威廉·佈雷斯南（William Bresnan），75歲，美國商人，佈雷斯南通信公司（Bresnan Communications）創始人，癌症患者。[306]
- 傑弗里·格雷森（Jeffrey Grayson），67歲，美國商人和罪犯。[307]
- 貝絲·洛馬克斯·霍斯（Bess Lomax Hawes），88歲，美國民俗學家和音樂家，中風。[308]
- 吉納維耶夫·喬伊，90歲，法國鋼琴家。[309]
- 愛麗絲·麥格拉思（Alice McGrath），92歲，美國活動家（沉睡瀉湖謀殺案審判），慢性病感染。[310]
- 安東尼·穆倫斯爵士（Sir Anthony Mullens），73歲，英國陸軍上將。[311]
- 邁克·彭納（Mike Penner），52歲，美國體育作家（《洛杉磯時報》），自殺。[312]
- 歐文·特裡普（Irving Tripp），88歲，美國漫畫家（小露露），癌症。[313][314]
- 拉裡·特納（Larry Turner），70歲，美國政治家，田納西州眾議院議員（自1985年起）。[315]
- 沃倫·范德斯（Warren Vanders），79歲，美國演員，肺癌。[316]

### 28日
- 勒內·巴雷特（René Barret），87歲，法國自行車手。[317]
- Gilles Carle，81歲，加拿大電影導演和編劇，帕金森病併發症。[318]
- 大衛·亞倫·克拉克（David Aaron Clark），49歲，美國色情演員和電影導演，肺栓塞。[319]
- Bjartmar Gjerde，78歲，挪威政治家、內閣部長和廣播主管。[320]
- 鮑勃·基恩（Bob Keane），87歲，美國音樂製作人和經理人，Del-Fi唱片公司創始人，腎功能衰竭。[321]
- 埃裡克·肯普（Eric Kemp），94歲，英國教會神學家，奇切斯特主教（1974-2001）。[322]
- 托尼·肯德爾（Tony Kendall），73歲，義大利演員（Kommissar X系列）。[323]
- 派翠克·康切拉（Patrick Konchellah），41歲，肯亞跑步者，胃癌。[324][325]
- 撒母耳·馬丁（Samuel Martin），85歲，美國語言學家。[326]
- Koichi Saito，80歲，日本電影導演和攝影師，肺炎。[327]
- Jerry Shipkey，84歲，美式橄欖球運動員（匹茲堡鋼人隊，芝加哥熊隊）。[328]
- 華金·巴爾加斯·戈麥斯（JoaquínVargasGómez），84歲，墨西哥媒體擁有者，MVS Comunicaciones的創始人，自然事業。[329]

### 29日
- Don Addis，74歲，美國脫衣舞藝術家，肺癌。[330]
- 比利時亞歷山大親王，67歲，比利時皇室成員，肺栓塞。[331]
- 安德魯·唐納德·布斯（Andrew Donald Booth），91歲，英國計算機科學家。[332]
- 瑪麗·達比·柯林斯，98歲，美國佛羅里達州第一夫人（1955-1961）。[333]
- 喬治·康明斯，78歲，愛爾蘭足球運動員（愛爾蘭共和國盧頓鎮埃弗頓）。[334]
- 諾拉·大衛，大衛男爵夫人，96歲，英國政治家，上議院議員。[335]
- 吉伯特-安托萬·杜尚（Gilbert-Antoine Duchêne），90歲，法國聖克洛德主教（1975-1994）。[336]
- 埃及法里亞爾公主，71歲，埃及皇室成員，法魯克國王的長子，胃癌。[337]
- 加利卜·希奈（Ghalib al-Hinai），96歲，阿曼伊巴迪宗教領袖。[338]
- 羅伯特·霍爾斯托克（Robert Holdstock），61歲，英國科幻作家，大腸桿菌感染。[339]
- Solange Magnano，38歲，阿根廷選美皇后（阿根廷小姐，1994年），肺栓塞。[340]
- 理查·梅恩（Richard Mayne），83歲，英國國際公務員、廣播員和評論家。[341]
- 卡爾·佩格勞（Karl Peglau），82歲，德國交通心理學家，Ampelmännchen交通信號燈的創造者。[342]
- Lee Pelty，74歲，美國舞台演員，肺癌。[343]
- Jerneja Perc，38歲，斯洛維尼亞運動員，癌症。[344]
- 約翰·斯托姆·羅伯茨（John Storm Roberts），73歲，美國民族音樂家。[345]
- 羅伊·亨德利·湯姆森（Roy Hendry Thomson），77歲，英國政治家。[346]

### 30日
- 克裡斯托弗·安維爾（Christopher Anvil），84歲，美國科幻作家。[347]
- 喬治·阿特金斯（George Atkins），92歲，加拿大廣播和電視節目主持人（CBC），國際農場廣播電臺（Farm Radio International）創始人，腎衰竭。[348][349]
- 穆斯塔法·阿夫西奧盧-恰克馬克，99歲，土耳其奧運摔跤手。[350]
- Dot Bailey，92歲，紐西蘭板球運動員。[351]
- 喬治·比克福德（George Bickford），82歲，澳大利亞足球運動員。[352]
- 阿西姆·巴特（Asim Butt），42歲，巴基斯坦出生的英國板球運動員。[353]
- 埃米爾·艾德（Emile Eid），84歲，黎巴嫩羅馬天主教Sarepta dei Maroniti的名義主教。[354]
- 33歲的澳大利亞足球運動員布倫特·格林（Brent Green）溺水身亡。[355]
- 查理斯·米勒·梅茨納（Charles Miller Metzner），97歲，美國聯邦法官。[356]
- 保羅·納西（Paul Naschy），75歲，西班牙演員，編劇和導演，胰腺癌。[357]
- 米洛拉德·帕維奇，80歲，塞爾維亞作家，心力衰竭。[358]
- 盧西安·普爾弗馬赫（Lucian Pulvermacher），91歲，美國真天主教會（True Catholic Church）的負責人。[359]